# TIMD4
TIMD4‏ (T cell immunoglobulin and mucin domain containing 4) هوَ بروتين يُشَفر بواسطة جين TIMD4 في الإنسان.